# Richland (Washington)
Richland è una città degli Stati Uniti d'America, nella Contea di Benton, nello Stato di Washington. Insieme alle città di Kennewick e Pasco, costituisce un'unica area metropolitana denominata Tri-Cities e che conta circa 230.000 abitanti. Si trova sulla sponda occidentale del fiume Columbia, immediatamente a nord-ovest della contigua Kennewick.
Nei pressi della città c'è l'importante centrale nucleare di Hanford Site.

## Amministrazione

### Gemellaggi
- Hsinchu